# Forte do Senhor Santo Cristo (Horta)
O Forte do Senhor Santo Cristo da Praia do Almoxarife, também referido como 1º Forte do Senhor Santo Cristo da Praia do Almocharife, localizava-se na freguesia da Praia do Almoxarife, concelho da Horta, na ilha do Faial, nos Açores.
Em posição dominante sobre este trecho do litoral, constituiu-se em uma fortificação destinada à defesa deste ancoradouro contra os ataques de piratas e corsários, outrora frequentes nesta região do oceano Atlântico.
A estrutura não chegou até aos nossos dias.